# Rally Cidade de Narón
El Rallye Cidade de Narón es una prueba de rallye organizada por la escudería Siroco Team desde 1988 en la localidad de Narón y es puntuable para el Campeonato de España de Rallyes de Asfalto.
José Ramón Padín Freire y Constantino Cao, dos aficionados al automovilismo que compitieron juntos durante tres años, fundaron en los años 1980 la Escudería Siroco Team y poco después llevaron a cabo el Rally de Narón que formó parte en sus primeras seis ediciones para el Campeonato de Galicia de Rallyes de Tierra logrando la máxima puntuación entre 1990 y 1993. La escudería recibió por entonces una propuesta para incluirla en el Campeonato de España de Tierra pero declinaron esta posibilidad y optaron por incluirla en el campeonato regional de asfalto a partir de 1994 y en 1998 la prueba logró el máximo coeficiente de dicho certamen. En el año 2005 la prueba vivió una de las peores ediciones. El Renault Clio de Joaquín Martínez se salió de la carretera, chocó contra un árbol y se proclamó un incendio del que no pudo sobrevivir el copiloto Alberto González a pesar de los esfuerzos de su piloto.
En la prueba han participado muchos pilotos gallegos entre los que destaca Manuel Senra con ocho victorias (1990, 1991, 1992, 2001, 2002, 2004, 2005, 2006), Germán Castrillón con cinco (1995, 1996, 1998, 1999, 2000) y Pedro Burgo con cuatro (2007, 2008, 2009, 2011).

## Palmarés
| Año  | Edición                             | Piloto            | Copiloto                   | Automóvil                  | Series        |
| ---- | ----------------------------------- | ----------------- | -------------------------- | -------------------------- | ------------- |
| 1988 | 1º Rallysprint de Narón             | Serafín Oitabén   | Francisco Alonso           | Citroën Visa Trophee       |               |
| 1989 | 2º Rally de Narón                   | José Caamaño      | José Manuel Valeiro        | Citroën Visa 1000 Pistes   |               |
| 1990 | 3º Rally de Narón                   | Manuel Senra      | José Maceiras              | Peugeot 205 GTI            |               |
| 1991 | 4º Rally de Narón                   | Manuel Senra      | José Maceiras              | Peugeot 205 GTI            |               |
| 1992 | 5º Rally de Narón                   | Manuel Senra      | José Maceiras              | Peugeot 205 GTI            |               |
| 1993 | 6º Rally de Narón                   | José Alonso       | Agustín Rodríguez          | Citroën AX 4x4             |               |
| 1994 | 7º Rally de Narón                   | Javier Azcona     | Juan Louro                 | Renault Clio Williams      | Galicia       |
| 1995 | 8º Rally de Narón Memorial Tino Cao | Germán Castrillón | Estrella Castrillón        | Ford Escort RS Cosworth    | Galicia       |
| 1996 | 9º Rally de Narón                   | Germán Castrillón | Estrella Castrillón        | Ford Escort RS Cosworth    | Galicia       |
| 1997 | 10º Rally de Narón                  | Javier Piñeiro    | Manuel Ferreiro            | Renault Clio Maxi          | Galicia       |
| 1998 | 11º Rally de Narón                  | Germán Castrillón | Estrella Castrillón        | Mitsubishi Lancer Evo IV   | Galicia       |
| 1999 | 12º Rally de Narón Indunor          | Germán Castrillón | Estrella Castrillón        | Mitsubishi Lancer Evo IV   | Galicia       |
| 2000 | 13º Rally de Narón Indunor          | Germán Castrillón | Estrella Castrillón        | Mitsubishi Lancer Evo VI   | Galicia       |
| 2001 | 14º Rally Internacional de Narón    | Manuel Senra      | Faustino Suárez            | Peugeot 306 Maxi           | Galicia       |
| 2002 | 15º Rally Internacional de Narón    | Manuel Senra      | Faustino Suárez            | Peugeot 306 Maxi           | Galicia       |
| 2003 | 16º Rally de Narón                  | «Bamarti»         | Manuel Campos              | Mitsubishi Lancer Evo VI   | Galicia       |
| 2004 | 17º Rally de Narón                  | Manuel Senra      | Faustino Suárez            | Peugeot 306 Maxi           | Galicia       |
| 2005 | 18º Rally Cidade de Narón           | Manuel Senra      | Faustino Suárez            | Peugeot 306 Maxi           | Galicia       |
| 2006 | 19º Rally Cidade de Narón           | Manuel Senra      | Faustino Suárez            | Peugeot 306 Maxi           | Galicia       |
| 2007 | 20º Rally Cidade de Narón           | Pedro Burgo       | Marcos Burgo               | Mitsubishi Lancer Evo VIII | Galicia       |
| 2008 | 21º Rally Cidade de Narón           | Pedro Burgo       | Marcos Burgo               | Mitsubishi Lancer Evo VIII | Galicia       |
| 2009 | 22º Rally Cidade de Narón           | Pedro Burgo       | Marcos Burgo               | Mitsubishi Lancer Evo VIII | Galicia       |
| 2010 | 23º Rally Cidade de Narón           | Alberto Meira     | Álvaro Bañobre             | Mitsubishi Lancer Evo X    | Galicia       |
| 2011 | 24º Rally Cidade de Narón           | Pedro Burgo       | Marcos Burgo               | Ford Focus RS WRC '05      | Galicia       |
| 2012 | 25º Rally Cidade de Narón           | Luis Vilariño     | Ramón López                | Mitsubishi Lancer Evo X    | Galicia       |
| 2013 | 26º Rally Cidade de Narón           | Luis Vilariño     | Ramón López                | Mitsubishi Lancer Evo X    | Galicia       |
| 2014 | 27º Rally Cidade de Narón           | Iván Ares         | Álvaro Bañobre             | Porsche 997 GT3 RS 3.6     | Galicia       |
| 2015 | 28º Rally Cidade de Narón           | Alberto Meira     | Javier Varela              | Mitsubishi Lancer Evo X R4 | Galicia       |
| 2016 | 29º Rally Cidade de Narón           | Alberto Meira     | David Vázquez              | Mitsubishi Lancer Evo X R4 | Galicia       |
| 2017 | 30.º Rally Cidade de Narón          | Víctor Senra      | David Vázquez              | Ford Fiesta R5             | Galicia       |
| 2018 | 31.er Rally Cidade de Narón         | Víctor Senra      | David Vázquez              | Ford Fiesta R5             | Galicia       |
| 2019 | 32.º Rally Cidade de Narón          | Iago Caamaño      | Alberto Rodríguez González | Ford Fiesta R5             | Galicia       |
| 2021 | 33.º Rally Cidade de Narón          | Óscar Palacio     | José Murado                | Ford Fiesta Rally2         | Copa, Galicia |
| 2022 | 34.º Rally Cidade de Narón          | Víctor Senra      | «Jandrín»                  | Škoda Fabia Rally2 evo     | Copa          |
| 2023 | 35.º Rallye Cidade de Narón         | Jorge Cagiao      | Javier Martínez            | Alpine A110 Rally RGT      | Copa          |
| 2024 | 36.º Rallye Cidade de Narón         | Jorge Cagiao      | Javier Martínez            | Alpine A110 Rally RGT      | Copa          |